# Siphanta solitaria
Siphanta solitaria är en insektsart som beskrevs av Fletcher 1985. Siphanta solitaria ingår i släktet Siphanta och familjen Flatidae. Inga underarter finns listade i Catalogue of Life.